# Paul Estrade
Pour les articles homonymes, voir Estrade (homonymie).
Paul Estrade, né le 20 novembre 1935 à Paris, est un universitaire, hispaniste et historien français, professeur émérite à Paris VIII, auteur de travaux sur Cuba et Porto Rico au XIXe siècle et sur la Corrèze au XXe siècle.

## Biographie

### Famille
Paul Estrade naît à Paris en 1935 dans une famille ouvrière d’origine paysanne, impliquée dès 1942 dans la Résistance. Son père Antoine Estrade est le sous-lieutenant « Coste » des maquis FTPF de haute Corrèze commandés par Léon Lanot.

### Études
Après avoir fréquenté l’école communale de Soudeilles (Corrèze) puis le lycée Jean-Baptiste-Say (Paris), Paul Estrade entre à l’École normale d'instituteurs de la Seine (1951-1955). Poursuivant ensuite des études de lettres en tant que boursier puis Ipésien, il obtient à l’Institut d'études hispaniques de Paris une licence puis une maîtrise d’espagnol (1960), suivies du CAPES et de l’agrégation d’espagnol (1962).

## Engagement militant

### Union des étudiants communistes
Paul Estrade a été un membre fondateur de l’UEC (1956) et membre du bureau parisien des étudiants des classes préparatoires aux grandes écoles (1956-57). Il a été délégué au sixième Congrès mondial de la jeunesse à Moscou en juillet 1957. Il est entré au comité national de l’organisation lors de son premier Congrès en mars 1957. Il est ensuite élu au bureau national lors du deuxième Congrès en mars 1958 et réélu à ce même poste en avril 1959 jusqu’au quatrième Congrès, en décembre 1960. Durant cette période, il a été l’adjoint de François Fenal à la rédaction de Clarté et il a eu en charge le secteur de la formation idéologique (écoles).

### Parti communiste français
Au sein du PCF, auquel il a adhéré en 1953, il a appartenu au Collectif Amérique latine, animé par le journaliste Georges Fournial, de la section de politique extérieure du comité central du PCF à partir de 1962, et il a été le suppléant de Maria Doriath aux élections législatives de mars 1967 et juin 1968 dans la 11ème circonscription de Paris.

### Association France-Cuba
En juin 1960, étudiant à l’Institut d’études hispaniques de Paris, il a été à l’origine du processus qui a conduit le 10 février 1961 à la constitution de l’Association France-Cuba, la première association de ce type créée en Europe. Élu au comité directeur, Paul Estrade y a occupé tour à tour les fonctions suivantes : trésorier-adjoint (1961), secrétaire général-adjoint (1962), secrétaire général (1964-1968), rédacteur en chef de Cuba Si (1968-1975), puis, succédant à l’historien Pierre Vilar, président-délégué (1982-1985), président (1985-2000), et enfin président d’honneur. Paul Estrade est également membre du comité d’honneur de Cuba-Coopération-France. Dans une décision du 19 octobre 2016 signée de son président Raúl Castro Ruz, le conseil d’État de la république de Cuba lui attribue la médaille de la Solidarité.

## Carrière universitaire
Professeur agrégé à Melun puis à Paris (lycée Arago) de 1962 à 1968, il devient assistant à la faculté des Lettres de Rennes à la rentrée 1968-1969, mais il est très vite happé par le Centre universitaire expérimental de Vincennes (université de Paris VIII). Il a fait toute sa carrière d’enseignant chercheur dans cette université : assistant (1969), maître-assistant (1972), professeur (1984), professeur émérite (1996). Au sein du département d’études hispaniques et hispano-américaines il a enseigné principalement l’histoire de l’Amérique latine contemporaine.
Il y a fondé (1984) et dirigé l’équipe de recherche « Histoire des Antilles hispaniques » (HAH) qui a publié 21 Cahiers d’Histoire des Antilles Hispaniques. Auparavant, il avait été vice-président du Centre interuniversitaire d’études cubaines (CIEC) de 1978 à 1987, et le promoteur de l’accord de coopération entre les universités de Paris VIII et de La Havane signé en 1982.
Durant ce parcours, Paul Estrade a été membre de la section scientifique de la Casa de Velázquez (Madrid, 1975-76) et détaché au CNRS (1982-1984). Il a soutenu en juillet 1984, devant l’université Toulouse-II, sa thèse de doctorat ès lettres et sciences humaines portant sur « José Martí ou des fondements de la démocratie en Amérique Latine » (directeurs de thèse : Noël Salomon puis Robert Jammes. Président du jury : Joseph Pérez)

## Champs de recherches

### Amérique Latine
Paul Estrade s’est intéressé au concept d’Amérique Latine dont il a justifié l’emploi,,. Il a mis en valeur l’apport des Latino-Américains (Bilbao, Torres Caicedo) qui l’ont forgé (Paris, 1856) et de leurs successeurs qui l’ont généralisé et imposé (Hostos, Ugarte, Ingenieros), en conférant à ce concept un sens politico-culturel. Il a défendu l’idée que dans ce mot composé, il convenait de doter « Latine » d’une majuscule à l’exemple de « Pays-Bas » ou de « Royaume-Uni ». En parallèle, il a abordé sur le temps long l’histoire « des trois âges du bolivarisme ».

### Antilles hispaniques et Révolution cubaine
Le concept d’Antilles hispaniques qui a présidé à plusieurs de ses recherches l’a conduit à se pencher sur les traits historiques, convergents et/ou divergents de Cuba, Porto Rico et Santo Domingo, et sur le « retard » mis par ces pays à se détacher de l’Empire espagnol. Cependant, plus qu’à des études comparatives, il s’est livré à des études centrées sur l’histoire de Cuba aux XIXe et XXe siècles, et notamment sur la révolution cubaine de 1959 dont il a abordé mains aspects et proposé une lecture d’ensemble favorable,.

### L’indépendantisme antillais (Martí, Betances)
Pour Paul Estrade, la pensée de José Martí qui a été, selon la formule de Fidel Castro, « l’auteur intellectuel » de la révolution de 1959, méritait à ce titre d’être analysée. L’œuvre du « Héros National de Cuba » a fait l’objet de ses recherches les plus constantes et approfondies : plus de 35 publications. Collaborateur du Centro de Estudios Martianos dès sa fondation (1977), il a été membre du jury international qui a décerné le prix « José Martí » (Casa de las Américas, 1995). On lui doit d’avoir suggéré de traduire en français « martiano » par « martinien ».
Quoique Porto Rico n’ait pas accédé à l’indépendance en 1898, un courant séparatiste y a été très présent, incarné par Ramón Emeterio Betances, le « Père de la Patrie Portoricaine ». Paul Estrade a consacré à la vie, à l’action et aux écrits de cet alter ego de Martí nombre de ses travaux, en collaboration avec l’Institut d’Études des Caraïbes (UPR, Río Piedras) .

### Relations franco-cubaines
La nature et l’originalité de ces relations ont été étudiées par Paul Estrade en différents moments, du milieu du XIXe siècle à nos jours, et autour de différents acteurs, tels le maire noir de Paris d’origine cubaine (Severiano de Heredia), les journaux cubains de Paris, le Comité Français de Cuba Libre, les Français de Cuba : des « expats pas comme les autres ».

### Histoire de la Corrèze
Fidèle à sa terre d’origine, le « cubaniste » s’est attaché à en étudier l’histoire contemporaine, surtout à compter de sa mise à la retraite comme enseignant. Il l’a fouillée, combinant sources d’archives et sources orales, enquêtes biographiques et essais de synthèse, dans quatre domaines : l’histoire locale stricto sensu (Soudeilles), l’histoire du mouvement communiste (1920-40),, l’histoire de la répression sous l’Occupation (camps de travail forcé des Juifs et des Espagnols),,, l’histoire de la Résistance et de la Libération (1940-44). Il a mené ces trois dernières recherches en compagnie de son épouse Mouny Estrade-Szwarckopf, une chercheuse française fille de déporté juif assassiné à Auschwitz.
Récit de sa découverte du camp de Soudeilles

« Mon père était résistant, dans le maquis avec Léon Lanot, je m'y suis donc tout naturellement intéressé […]. Cette enfance durant la guerre est restée dans ma conscience citoyenne. Et je voulais savoir ce qu'était ce baraquement brûlé par les Allemands en août 1944 et que j'avais connu enfant. Ce fut une très grande surprise de découvrir qu'il s'agissait d'un camp de travailleurs étrangers juifs de tous pays. Près de 550 hommes y sont passés de juin 1941 à décembre 1942. Des travailleurs loués par les entreprises et qui dépendaient du ministère du Travail, pas de l'armée. »

## Principaux ouvrages

### SurCuba
- La colonia cubana de París, 1895-1898. La Habana, Ciencias Sociales, 1985. 395 p.
- Severiano de Heredia, ce mulâtre cubain que Paris fit ‘maire’, et la République, ministre. Paris, Les Indes Savantes, 2011. 162 p. Traduit en espagnol, La Havane, Boloña, 2018.
- Estudios de historia de Cuba, siglo XIX. Santa Cruz de Tenerife, Idea, 2017. 653 p. Préface de José Antonio Piqueras.

### SurJosé Martí
- José Martí, militante y estratega. La Habana, Centro de Estudios Martianos, 1983. 165 p.
- Martí en su siglo y en el nuestro. La Habana, Centro de Estudios Martianos, 2008. 271 p.
- José Martí (1853-1895). Les fondements de la démocratie en Amérique Latine. Paris, Les Indes Savantes, 2017. 708 p. Il s’agit de la 4ème édition de la Thèse de doctorat. 1ère édition : Paris, Éd. Caribéennes, 1987. Deux autres éditions en espagnol : Aranjuez, Doce Calles, 2000 ; La Havane, Centro de Estudios Martianos, 2016, celle-ci préfacée par Roberto Fernández Retamar.

### SurRamón Emeterio Betances
- Iniciación a Betances (Cronología y semblanzas). La Habana, BNJM y Casa de las Américas, 2008. 155 p. Une seconde édition, augmentée, 2020.
- En torno a Betances : hechos e ideas. San Juan, Callejón, 2017. 376 p.
- Ramón Emeterio Betances (1827-1898). Le Père de la Patrie Portoricaine. Paris, Les Indes Savantes, 2023. 268 p.

En collaboration avec Félix Ojeda Reyes :
- El anciano maravilloso. Río Piedras, UPR/ IEC, 1998. 128 p.
- Pasión por la Libertad. Río Piedras, UPR/ IEC, 2000. 207 p.  Prix du Pen-Club.
- Obras Completas de R. E. Betances. San Juan, Zoomideal, 2018. 15 volumes

### Sur laCorrèze
- Soudeilles au passé simple. Treignac, Les Monédières, 2001. 341 p.
- L’Affaire Extravagante des deux chefs de Saint-Martin de Soudeilles. Treignac, Les Monédières, 2006. 273 p.
- Marius Vazeilles : écrits politiques. Brive, Les Monédières, 2013. 358 p.
- Paul Estrade (sous la dir. de) Les Forçats espagnols des G.T.E. de la Corrèze (1940-1944). Brive, Les Monédières, 2004. 359 p. Traduit en espagnol (Madrid, UNED, 2016).

En collaboration avec Mouny Estrade-Szwarckopf :
- Un camp de Juifs oublié : Soudeilles (1941-1942).Treignac, Les Monédières, 1re éd. en 1999, 2e éd. en 2000, 3e éd. en 2015, préfacée par Serge Klarsfeld, 357 p.
- Limousin. Un camp disciplinaire en zone non occupée. Auchères (Rosiers d’Égletons). Treignac, Les Monédières, 2007. 101 p.
- Léon Lanot, premier maquisard de Corrèze, Saint-Paul, Le Puy Fraud, 2011. Réédition sous le titre Maquisards de Corrèze. Le commandant « Louis », Léon Lanot. La Crèche, La Geste Éd., 2024.
- François Aussoleil (1861-1928). Un journaliste méconnu, premier député socialiste, premier député communiste de la Corrèze. La Geneytouse, Le Puy Fraud, 2021. 303 p. Réédition : Paris, Les Indes Savantes, 2024.

### Préfaces
- Noël Salomon, Cuatro estudios martianos, La Habana, CEM, 1980.
- María Dolores Domingo Acebrón, La participación de canarios en las guerras de independencia cubanas (1868-1898), Fuerteventura, Archivo histórico insular de Fueteventura,  Tebeto IV, 1998.
- Lauro Capdevila, La dictature de Trujillo, République Dominicaine, 1930-1961, Paris, L’Harmattan, 1998.
- Dominique Soucy, Masonería y Nación. Redes masónicas y políticas en la construcción identitaria cubana, Santa Cruz de Tenerife, Idea, 2006.
- Salim Lamrani. État de siège. Les sanctions économiques des États-Unis contre Cuba, Paris, Éditions Estrella, 25 août 2011. Prologue de Wayne S. Smith et préface de Paul Estrade  (ISBN 978-2-9531284-2-0)
- Paloma León, Un tango pour la vie : De l'Espagne au Limousin, Brive, Les Monédières, 2014.
- Amparo Sánchez Cobos, Colonialismo y esclavitud según un reformista español : Cuba en Ramón de La Sagra,, Cádiz, Ayuntamiento, 2016.
- Christine Pic-Gillard, Bolivar, Paris, Ellipses, 2020.
- Marc Séfil, Juan Gualberto Gómez – L’exil parisien (1869-1876), Paris, L’Harmattan, 2021.

## Distinctions
- Membre correspondant étranger de l’Académie d’Histoire de Cuba (2011)
- Le 27 janvier 2017, il reçoit la médaille de l’Amitié, décernée par le Conseil d’État de la République de Cuba[10].
- Le 24 janvier 2023, il reçoit le Prix international UNESCO/José Martí pour son action en faveur des droits humains, de la paix et de la solidarité entre les nations et les peuples d'Amérique latine et des Caraïbes[31].
- Ensayos en homenaje al profesor Paul Estrade : En torno a las Antillas hispánicas. Puerto del Rosario, Anuario del archivo histórico insular de Fuerteventura, Tebeto Anexo V, 2004, 575 p.